# Танго (музыка)
Танго — стиль инструментальной и вокальной, по преимуществу танцевальной музыки, обычно в размерах 2/4 или 4/4, появившийся на рубеже XIX и XX веков в Аргентине и Уругвае в среде эмигрантов из Южной Европы в результате смешения европейских, латиноамериканских и африканских музыкальных традиций.

## Интерпретация
До начала 1920-х композиторами использовалось три музыкальные секции: El Choclo, Milonga Vieja Milonga, A La Gran Muсeca, El Portenito, La morocha, Yunta Brava. Танго композиторы, писавшие после 1920, как правило использовали две музыкальные секции размером по 16 тактов: Cascabelito, Abrojos, Clavel del Aire, Victoria, Acquaforte, Cantando, Confesion.
Традиционно, исполняется целым ансамблем (исп. orquesta típica), состоящим из нескольких скрипок, флейты, фортепиано, контрабаса и минимум двух бандонеонов. Оркестр может быть расширен за счёт кларнета, других деревянных духовых, губной гармоники. В современных аранжировках исполняется на одной или двух гитарах, фортепиано, скрипке, аккордеоне и т.д.

## Отличительные черты
Инструментальное исполнение:
- Акцентированные ударения, "удар" приходится на каждую вторую ноту.
- Резкие перемены темпа, намеренные сбои (паузы).
- Использование стаккато, расгеадо, люфтпауз.[3]

Вокальное исполнение:
- Чередование коротких и длинных строк, а также коротких и длинных слогов.
- Чередование строк с ударением на последний слог и строк с ударением на предпоследний.
- Повторяющаяся фраза - концовка куплета.[4]